# FD 79/80 (Berlin–München)

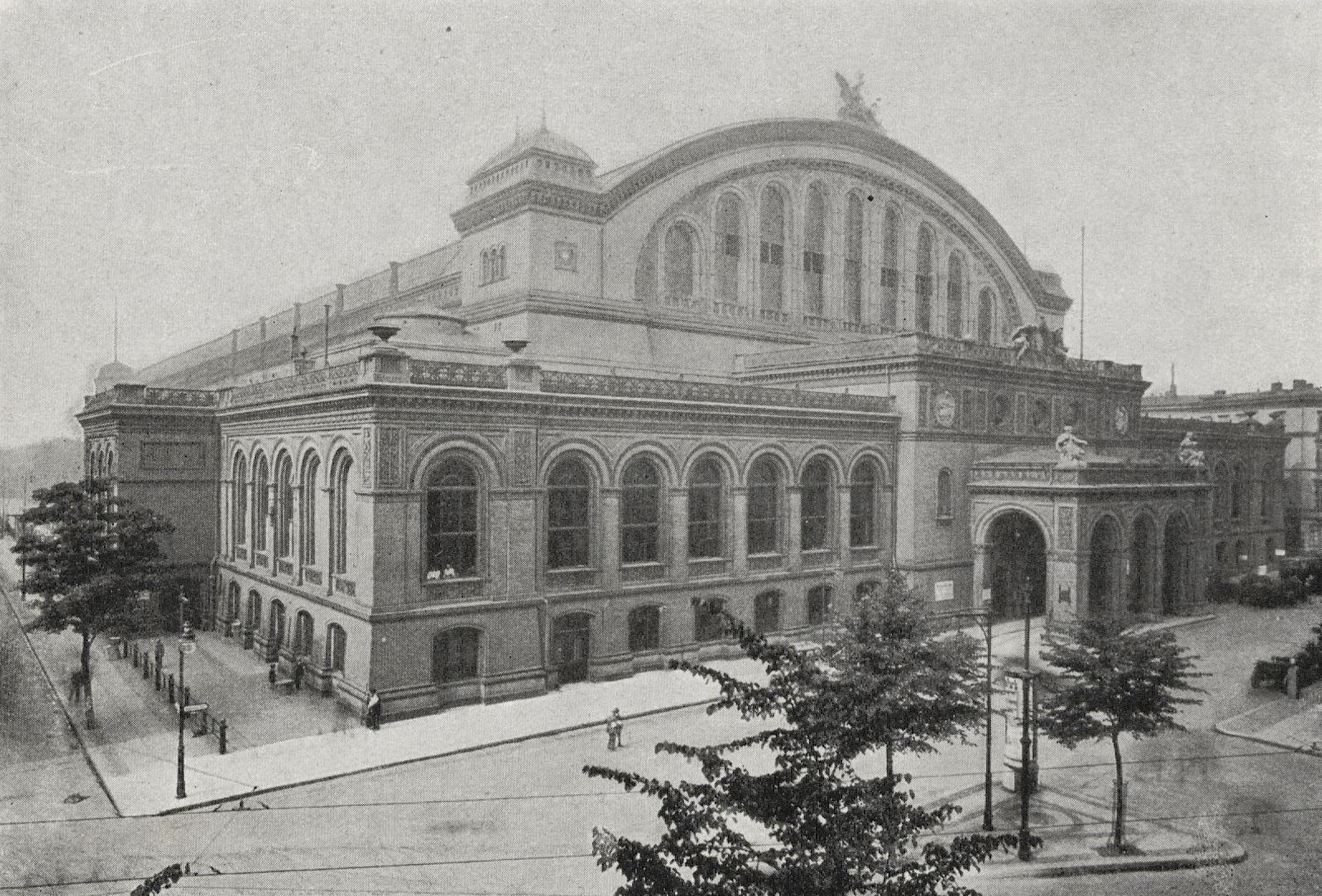
Der Anhalter Bahnhof in Berlin, Startbahnhof des FD 80 nach München

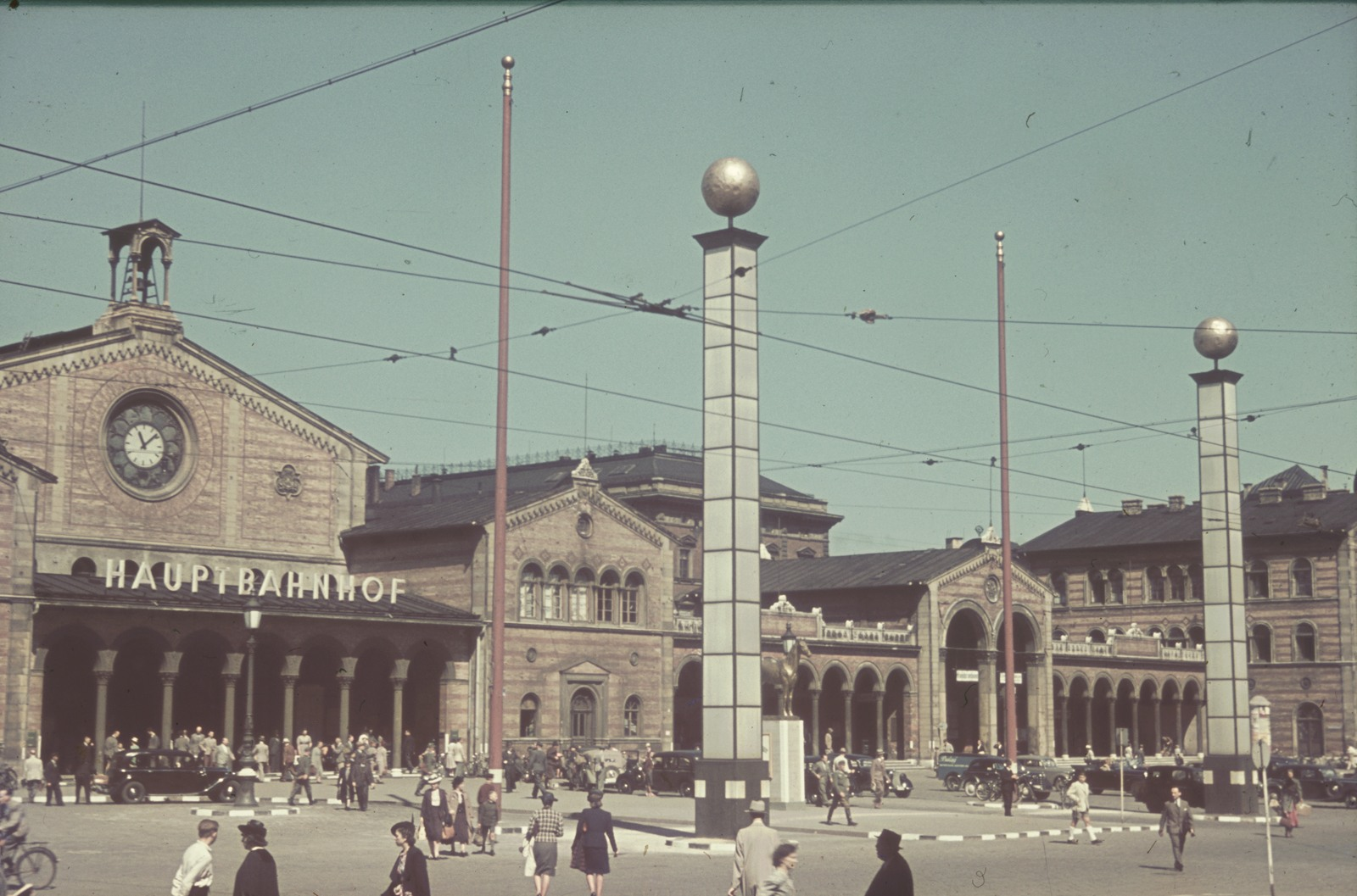
München Hbf in den 1930er Jahren, Startbahnhof des FD 79 nach Berlin

Der FD 79/80 war ein Fernschnellzugpaar der Deutschen Reichsbahn, das zwischen 1923 und 1940 verkehrte. In dieser Zeit war das Zugpaar bis zur Einführung des mit Schnelltriebwagen (SVT) bedienten Zugpaars FDt 551/552 im Jahr 1936 die schnellste Tagesverbindung auf der Schiene zwischen Berlin und München und einer der bekanntesten Fernschnellzüge der Reichsbahn.

## Geschichte
Als eines der zwei ersten Fernschnellzugpaare der Deutschen Reichsbahn verkehrte das Zugpaar FD 79/80 ab 1. Juli 1923 zwischen Berlin Anhalter Bahnhof und München Hauptbahnhof. Der Laufweg führte über die Anhalter Bahn nach Halle (Saale) Hauptbahnhof als erstem Zwischenhalt. Von dort fuhr der Zug über die Thüringer Bahn und die Saaletalbahn sowie die Frankenwaldbahn weiter nach Bayern, ohne weiteren Zwischenhalt bis Nürnberg Hauptbahnhof. Zwischen Nürnberg und München fuhr das Zugpaar über Treuchtlingen und Ingolstadt ohne Zwischenhalt. Bereits vor dem Ersten Weltkrieg hatte es unter der Zugnummer D 79/80 auf dieser Verbindung ein beschleunigtes Zugpaar mit Bedienung lediglich von Halle und Nürnberg sowie ausschließlich Wagen der 1. und 2. Wagenklasse gegeben. An dieses Zugpaar knüpfte die Reichsbahn nun an, aufgrund der kriegsbedingt vernachlässigten Instandhaltung der Strecken lag die Fahrzeit jedoch mit rund 10,5 Stunden deutlich über der Vorkriegszeit. 1914 hatte das Zugpaar in Richtung Berlin 8 Stunden und 41 Minuten benötigt, in der Gegenrichtung war München nach 8 Stunden und 57 Minuten erreicht worden. Gegenüber den seitdem angebotenen Schnellzügen stellte das neue Fernschnellzugpaar dennoch eine Verbesserung dar. Bedingt durch die schwierige wirtschaftliche Situation in Deutschland infolge der Ruhrbesetzung und der galoppierende Inflation beendete die Reichsbahn den Betrieb ihrer ersten Fernschnellzüge bereits nach zwei Monaten Ende August 1923 wieder.
Im Jahresfahrplan 1924 verkehrte zwischen Berlin und München zwar weiterhin ein D 79/80, jedoch mit Bedienung weiterer Zwischenhalte und einer um rund eine Stunde längeren Reisezeit. Erst zum Sommerfahrplan 1925, nachdem die Weimarer Republik die Krisen ihrer ersten Jahre überwunden hatte, richtete die inzwischen ins Leben gerufene Deutsche Reichsbahn-Gesellschaft (DRG) erneut Fernschnellzüge ein. Der FD 79/80 wurde zunächst nur für den Sommerfahrplan eingeführt, in den Winterfahrplänen 1925/26 und 1926/27 fuhr das Zugpaar nicht. Es bediente wieder ausschließlich die Zwischenhalte in Halle und Nürnberg; mit etwas unter zehn Stunden Fahrzeit war gegenüber 1923 eine erste Beschleunigung möglich. Außer Sitzwagen 1. und 2. Klasse führte der Zug einen Speisewagen und einen Gepäckwagen. Ein Kurswagen zwischen Berlin und Rom wurde ebenfalls geführt, dieser und der Speisewagen wurden zunächst mit weiteren Sitzwagen auch der 3. Klasse als D 79/80 von München bis zum Bahnhof Kufstein, dem Grenzbahnhof zu Österreich, verlängert. Im Dezember 1926 erhielt das Zugpaar einen Zugtelefondienst. Ab 1927 setzte die DRG das Zugpaar ganzjährig zwischen Berlin und München ein. Der Kurswagen nach Rom fuhr ab 1928 nur während des Winterfahrplans, jeweils wieder bis Kufstein zusammen mit dem Speisewagen als D 79/80 geführt.
In den Folgejahren reduzierte die Reichsbahn schrittweise die Fahrzeiten. 1929 benötigte der Zug in beide Richtungen jeweils genau neun Stunden. 1933 waren in Richtung Berlin 8 Stunden und 23 Minuten erreicht, die Fahrzeiten lagen damit erstmals unter denen von 1914. Der FD 79/80 stellte damit die mit Abstand schnellste Zugverbindung zwischen Berlin und München dar und zählte zu den bekanntesten Fernschnellzügen der DRG. Der ebenfalls über Nürnberg und die Frankenwaldbahn verkehrende D 39/40 benötigte bspw. 1927 rund zweieinhalb Stunden mehr für die Verbindung zwischen beiden Städten, die über Hof und Regensburg fahrenden Schnellzüge wiesen ebenfalls signifikant längere Fahrzeiten auf. 1935 benötigte der FD 79 von München bis Berlin genau siebeneinhalb Stunden, in der Gegenrichtung war der FD 80 acht Minuten länger unterwegs und erreichte damit die besten Fahrzeiten während der Existenz des Zugpaars. Erst die Einführung der neuen Schnelltriebwagen verdrängte den FD 79/80 von seiner Spitzenposition; der ab Sommer 1936 verkehrende FDt 551/552 unterbot mit etwas über sechseinhalb Stunden Fahrzeit das lokomotivbespannte Fernschnellzugpaar deutlich.
Ab dem Winterfahrplan 1935/36 war die Verbindung zwischen München und Nürnberg über Augsburg vollständig mit Oberleitung ausgerüstet und elektrisch befahrbar. Die Reichsbahn verlegte das Zugpaar FD 79/80 daher auf diese Strecke, unter Bedienung von Augsburg Hauptbahnhof als drittem Zwischenhalt des Zugpaares, jedoch ohne verbesserte Fahrzeit. 1936 und 1937 musste die Reichsbahn die Fahrzeiten des Zugpaares sogar jeweils um etwa 15 Minuten verlängern, trotz des teilweise elektrischen Betriebs. Seit Sommer 1938 wurde der Speisewagen des Fernschnellzugpaars zusammen mit dem Kurswagen nach Rom in einen Schnellzug bis zum Bahnhof Brenner geführt. Im Mai 1939 erreichte der Fahrdraht den Bahnhof Saalfeld (Saale). Um südlich von Saalfeld elektrisch fahren zu können, erhielt das Zugpaar hier einen weiteren zusätzlichen Halt zum Lokwechsel.
Mit Beginn des Zweiten Weltkriegs wurde der FD 79/80 als eines von wenigen Fernschnellzugpaaren zunächst nicht eingestellt. Lediglich der Kurswagen von und nach Rom entfiel. Die Fahrzeiten wurden zunächst beibehalten und im Kursbuch für den Winter 1939/40 sogar kurzzeitig auf den Stand von 1936 reduziert. Bereits im Januar 1940 musste die Reichsbahn jedoch deutlich längere Fahrzeiten  einplanen, die sich vor allem auf den elektrifizierten Abschnitten bemerkbar machten. Im Juli 1940 beendete die Reichsbahn schließlich den Betrieb des FD-Zugpaars. Ab Oktober 1940 verkehrten D 79/80 als Schnellzüge zwischen Berlin und München mit allen drei Wagenklassen; das Zugpaar wurde erst mit dem Ende des gesamten Schnellzugverkehrs Anfang 1945 eingestellt.

## Fahrzeugeinsatz

### Lokomotiven
Zum Zeitpunkt der Einführung des FD 79/80 besaß die Reichsbahn als geeignete Schnellzuglokomotiven ausschließlich Länderbahnbauarten. Die aufgrund kriegsbedingter Unterhaltungsrückstände bis 1926 im Reichsbahnnetz für FD-Züge zulässige maximale Höchstgeschwindigkeit von lediglich 90 km/h war für diese Bauarten kein Problem. Zwischen München und Nürnberg kamen dementsprechend bayerische S 3/6 (ab 1925 als Baureihe 18.4/18.5 bezeichnet) zum Einsatz. Auch auf dem Abschnitt zwischen Nürnberg und Halle übernahmen die leistungsfähigen S 3/6 meist den FD 79/80, es kamen jedoch auch preußische S 102 (ab 1925 als Baureihe 17.2 bezeichnet) zum Einsatz. Nördlich von Halle übernahmen die verschiedenen Bauarten der S 10 generell den FD 79/80. Trotz der meist lediglich fünf Wagen, aus denen der FD 79/80 bestand, war auf den Rampen der Frankenwaldbahn zwischen Pressig-Rothenkirchen und Probstzella der Einsatz von Schiebelokomotiven nötig, sowohl bayerische Gt 2×4/4 wie auch die ab 1923 ausgelieferten preußischen T 20. 1933 führte die Versuchsabteilung Grunewald des Reichsbahn-Zentralamts (RZA) Vergleichsfahrten mit den Baureihen 01, 03 und 18.5 auf den Rampenstrecken durch. Dabei waren alle drei Baureihen in der Lage, die Rampen mit den FD-Zuggarnituren ohne Schiebelokomotiven und mindestens 55 km/h zu befahren. Ab dem Sommer 1933 entfielen daher zunächst die Einsätze der Schublokomotiven, zugleich konnte die Fahrzeit des FD 79/80 auf der Frankenwaldbahn um zwei bis drei Minuten (je nach Richtung) gekürzt werden. In den Folgejahren wurden jedoch wieder Schiebelokomotiven eingesetzt, da der Zug aufgrund der zunehmenden Nachfrage zusätzliche Wagen erhielt.
Ab 1926 waren für FD-Züge 100 km/h als maximale Höchstgeschwindigkeit zulässig. Im Laufe dieses Jahres kamen zwischen Berlin und Halle die ersten im Bahnbetriebswerk Erfurt stationierten neuen Einheitsdampflokomotiven der Baureihe 01 vor dem FD 79/80 zum Einsatz, zunächst versuchsweise. Nachdem auch das Bahnbetriebswerk Anhalter Bahnhof in Berlin 1928 eine erste Serie dieser neuen Schnellzuglokomotiven erhalten hatte, konnte der Einsatz der veralteten und zunehmend überforderten preußischen S 10 vor dem FD 79/80 beendet werden. Südlich von Halle blieb der FD 79/80 zunächst weiterhin eine Domäne der S 3/6. Ab 1934 übernahmen die in Halle neu stationierten leichteren  Einheitslokomotiven der Baureihe 03 den FD 79/80 von den S 3/6 zunächst auf dem Abschnitt zwischen Halle und Nürnberg, mindestens ab 1936 legten diese Maschinen den 476 km langen Abschnitt zwischen Berlin und Nürnberg als Langlauf ohne Lokwechsel zurück. Fotografisch belegt ist aber auch ein zeitweiliger Einsatz der Baureihe 01 auf diesem Abschnitt. Bereits 1935 hatten Elektrolokomotiven zwischen München und Nürnberg die S 3/6 ersetzt. Eingesetzt wurden hier die Baureihen E 04 und E 17, ab 1936 auch die neu gelieferten Lokomotiven der Baureihe E 18. Mit der Elektrifizierung bis Saalfeld verkürzte sich der Laufweg der Baureihe 03 vor dem FD 79/80 ab 1939 auf den Abschnitt zwischen Saalfeld und Berlin. Kurzzeitig kamen nördlich von Saalfeld 1940 auch noch die neuen Stromlinienlokomotiven der DR-Baureihe 01.10 zum Einsatz.

### Wagen
Wie die übrigen FD-Züge führte der FD 79/80 nur Wagen mit 1. und 2. Wagenklasse. Von Verstärkungswagen an Tagen mit hohem Fahrtenaufkommen abgesehen bestand die Zuggarnitur in der Regel aus maximal fünf Wagen, abzüglich Speise- und Gepäckwagen also drei Sitzwagen (AB4ü), die jeweils Abteile beider Klassen führten. Das Zuggewicht lag damit bei maximal 250 Tonnen, herkömmliche schwere Schnellzüge mit allen drei Wagenklassen waren mit bis zu 600 Tonnen in der Regel deutlich schwerer. Ab Mitte der 1930er Jahre verkehrte der Zuglauf meist mit einem vierten Sitzwagen der Polsterklassen und führte damit insgesamt sechs Wagen. Den Kurswagen von und nach Rom stellten in den 1930er Jahren die italienischen Staatsbahnen (FS), der Speisewagen wurde von der MITROPA gestellt und bewirtschaftet. Aufgrund der Exklusivverträge der CIWL für den Speisewagenbetrieb in Österreich und Italien war bis 1938 ein Einsatz des Speisewagens nur bis und ab Kufstein möglich. Nach dem Anschluss Österreichs und der Übernahme der österreichischen Bundesbahnen durch die Reichsbahn konnte die MITROPA den Speisewagenlauf des FD 79/80 bis zur italienischen Grenze am Brenner ausdehnen, bewirtschaftet wurde der Wagen jedoch nur bis bzw. ab Innsbruck.
Der Wageneinsatz im FD 79/80 unterschied sich abgesehen von dem italienischen Kurswagen grundsätzlich nicht von den anderen Fernschnellzügen. Die Reichsbahn beschaffte zwar ab 1921 als erste neue Reisewagen-Konstruktion in Ganzstahl-Ausführung die sogenannten Hechtwagen, zunächst jedoch nur Wagen der 3. Klasse (C4ü). Erst ab 1924 kamen Wagen 1./2. Klasse zur Auslieferung, die für die neuen Fernschnellzüge vorgesehen waren. Bis dahin setzte die Reichsbahn ältere Schnellzugwagen preußischer und bayerischer Bauart ein, die teilweise noch Aufbauten aus Holz und Gasbeleuchtung besaßen. Ab 1928 kamen die neuen Wagen der Bauart 28 zum Einsatz. Passend dazu beschaffte die MITROPA Ganzstahl-Speisewagen der Bauart 28, bis dahin hatte sie ältere Speisewagen aus der Zeit vor dem Ersten Weltkrieg mit Holzaufbauten eingesetzt. Ab Mitte der 1930er Jahre kamen die vollständig geschweißten neuen Wagen der Bauart 35 zum Einsatz. Bedingt durch den Zweiten Weltkrieg setzte die Reichsbahn die ab 1938 gelieferten windschnittigen Schürzenwagen nur noch kurze Zeit im FD-Verkehr ein.

## Sonstiges
Der Bandleader Helmut Gardens komponierte Ende der 1930er Jahre den Foxtrott „FD 79“, der 1941 durch das Tanzorchester von Ernst Weiland eingespielt wurde und die Geräuschkulisse des vorbeifahrenden Fernschnellzugs nachempfindet.